# Sergej Šuplecov
Sergej Borisovič Šuplecov (in russo Сергей Борисович Шуплецов?; Chusovoy, 25 aprile 1970 – La Clusaz, 14 luglio 1995) è stato uno sciatore freestyle russo, fino al 1991 sovietico, specialista delle gobbe.

## Biografia
Alle Olimpiadi di Lillehammer 1994 arrivò secondo nella gara delle gobbe.

## Palmarès

### Olimpiadi
- 1 medaglia:
  - 1 argento (gobbe a Lillehammer 1994)

### Campionati mondiali
- 3 medaglie:
  - 2 ori (gobbe a Lake Placid 1991 e gobbe a Altenmarkt 1993)
  - 1 bronzo (gobbe a La Clusaz 1995)